# زاوية سيدي أحمد بن عروس
زاوية سيدي ابن عروس أو زاوية سيدي أحمد بن عروس هي زاوية من زوايا مدينة تونس، أصبح اليوم جزء منها مكتبة عمومية وجزء آخر مقر لرابطة الجمعيات القرانية. وهي معلم مصنّف منذ 16 نوفمبر1928.

## الموقع
تقع الزّاوية بنهج سيدي بن عروس عدد23.

## التّسمية
استمدّت تسميتها من اسم الولي الصّالح أحمد بن عروس، وُلد سنة 781 هجري الموافق لسنة 1379 ميلادي بالوطن القبلي وتوفّي سنة 868 هجري الموافق لسنة 1463 ميلادي تنسب إليه الطريقة العروسية الصوفية.

## التّاريخ
أمر ببنائها السلطان الحفصي أبو عمرو عثمان سنة 838 هجري الموافق لسنة 1434 ميلادي للشيخ الصالح الولي أحمد بن عروس.

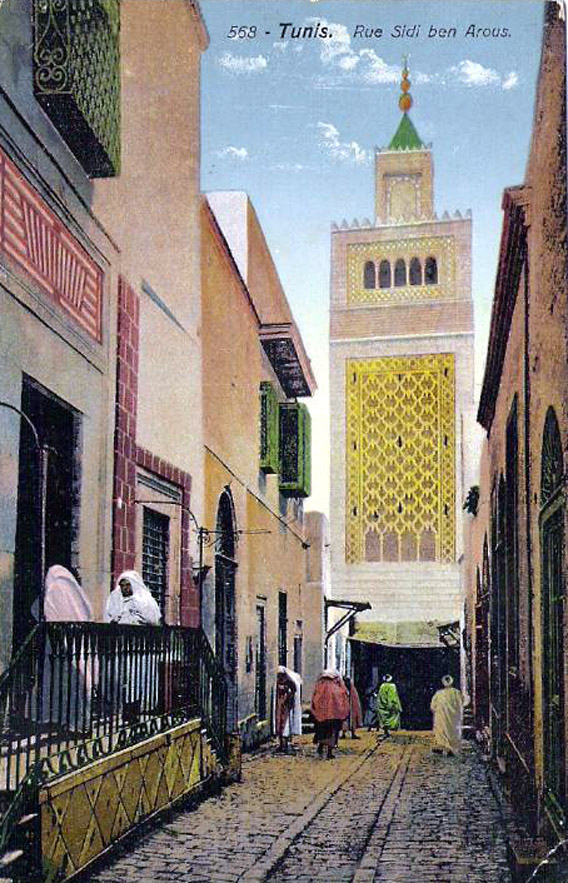
زاوية سيدي بن عروس على يسار الصّورة

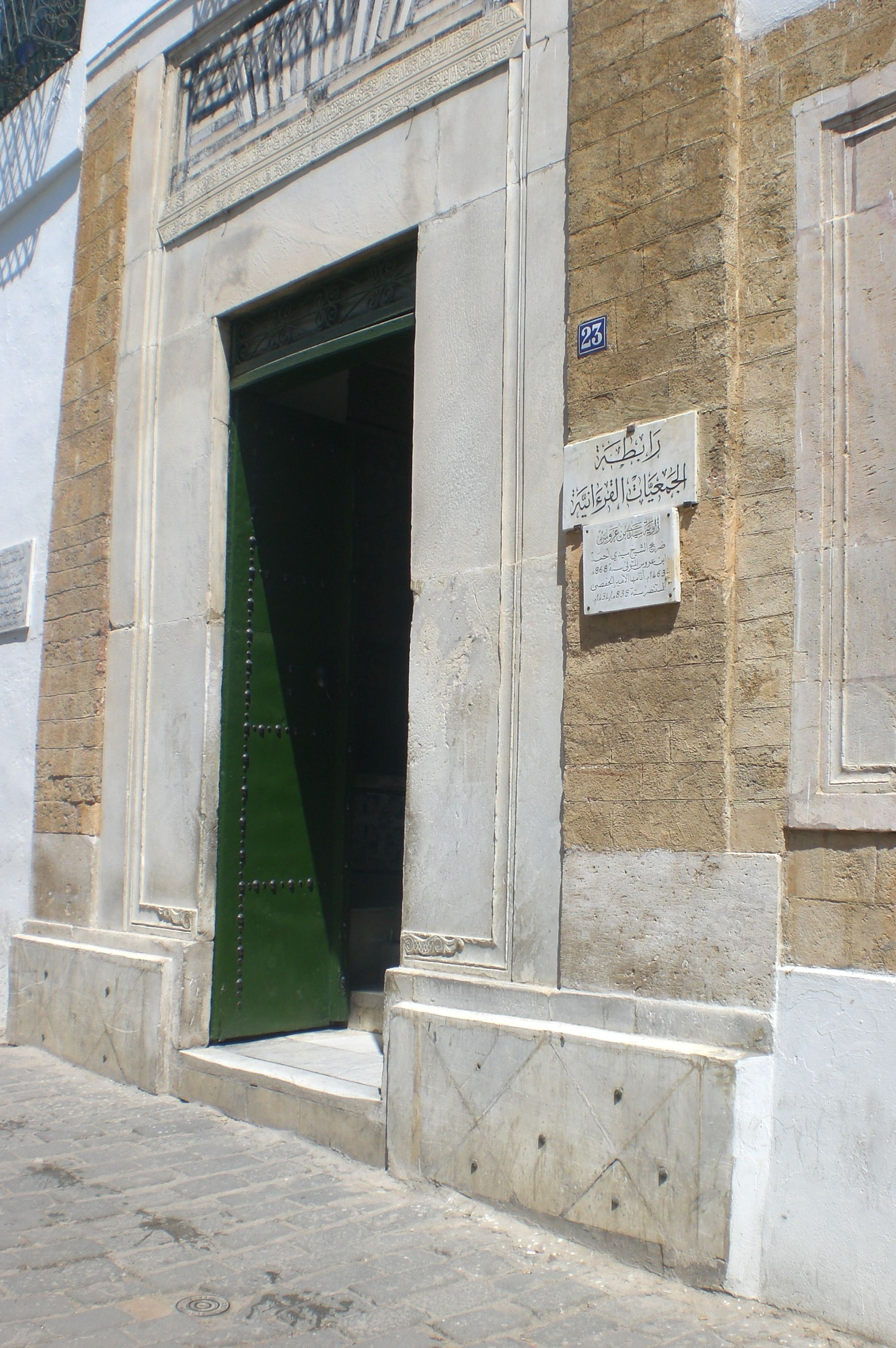
مدخل زاوية سيدي أحمد بن عروس

## معرض الصّور

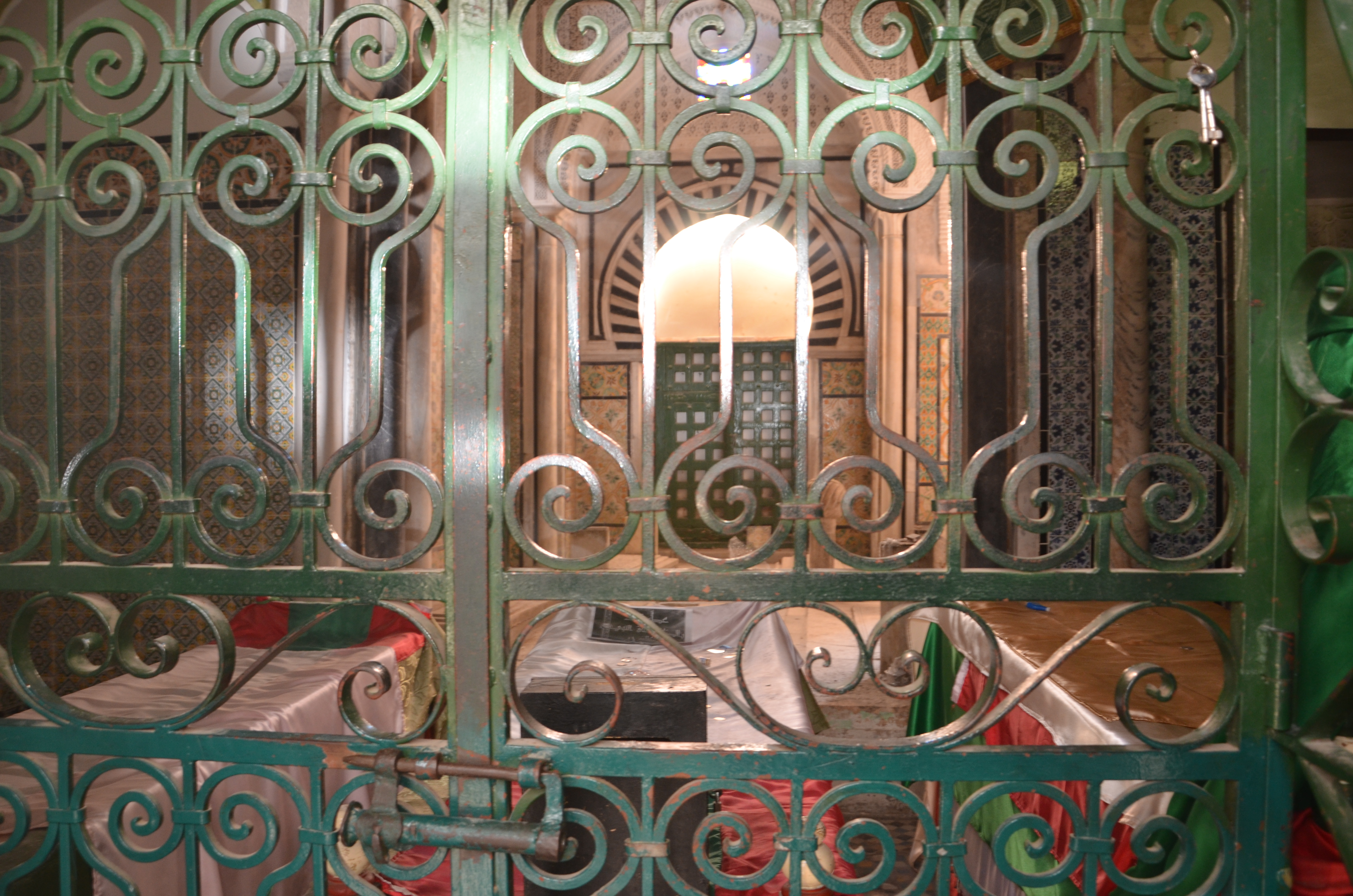
زاوية سيدي بن عروس
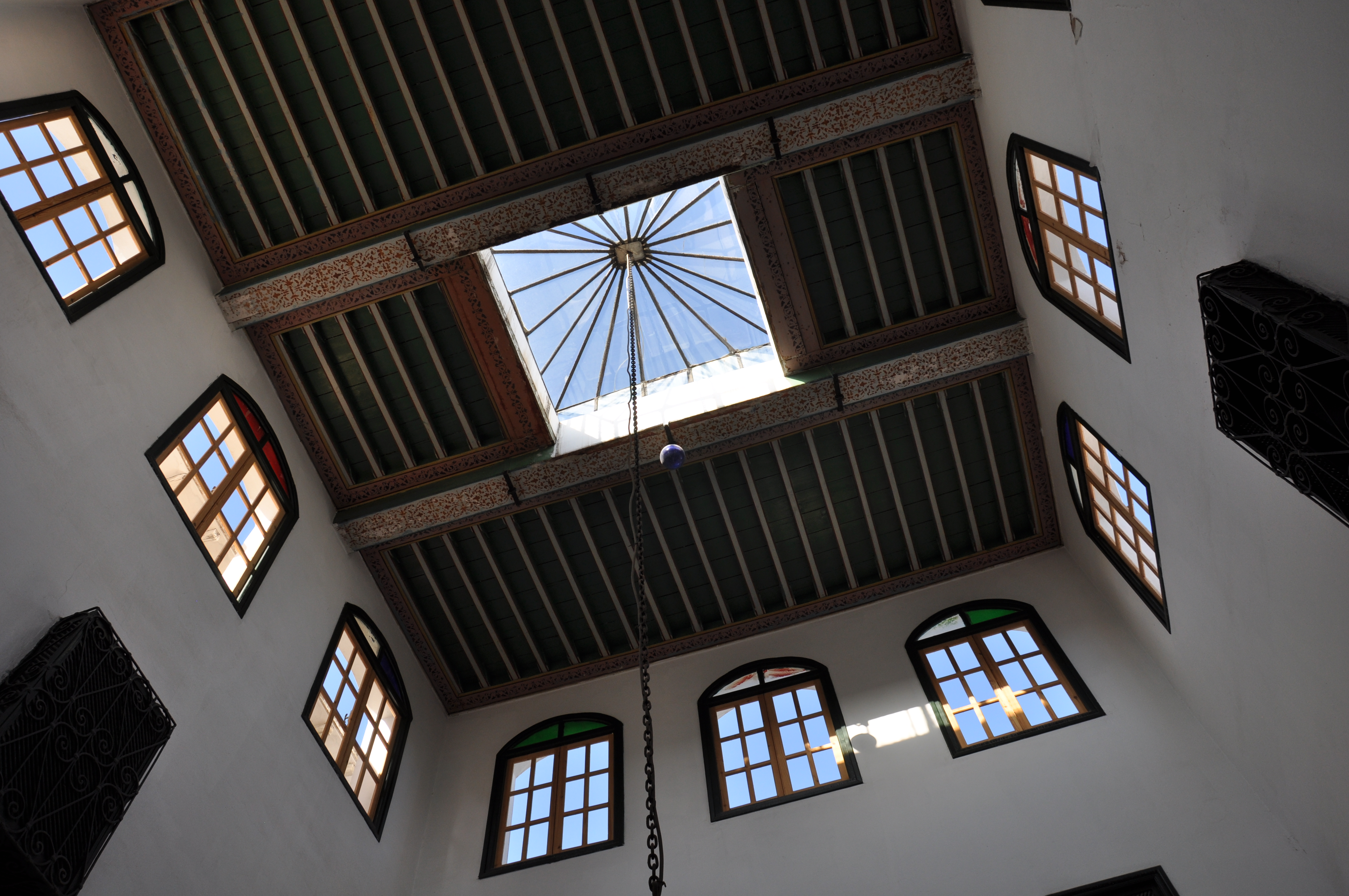
سقف الزّاوية
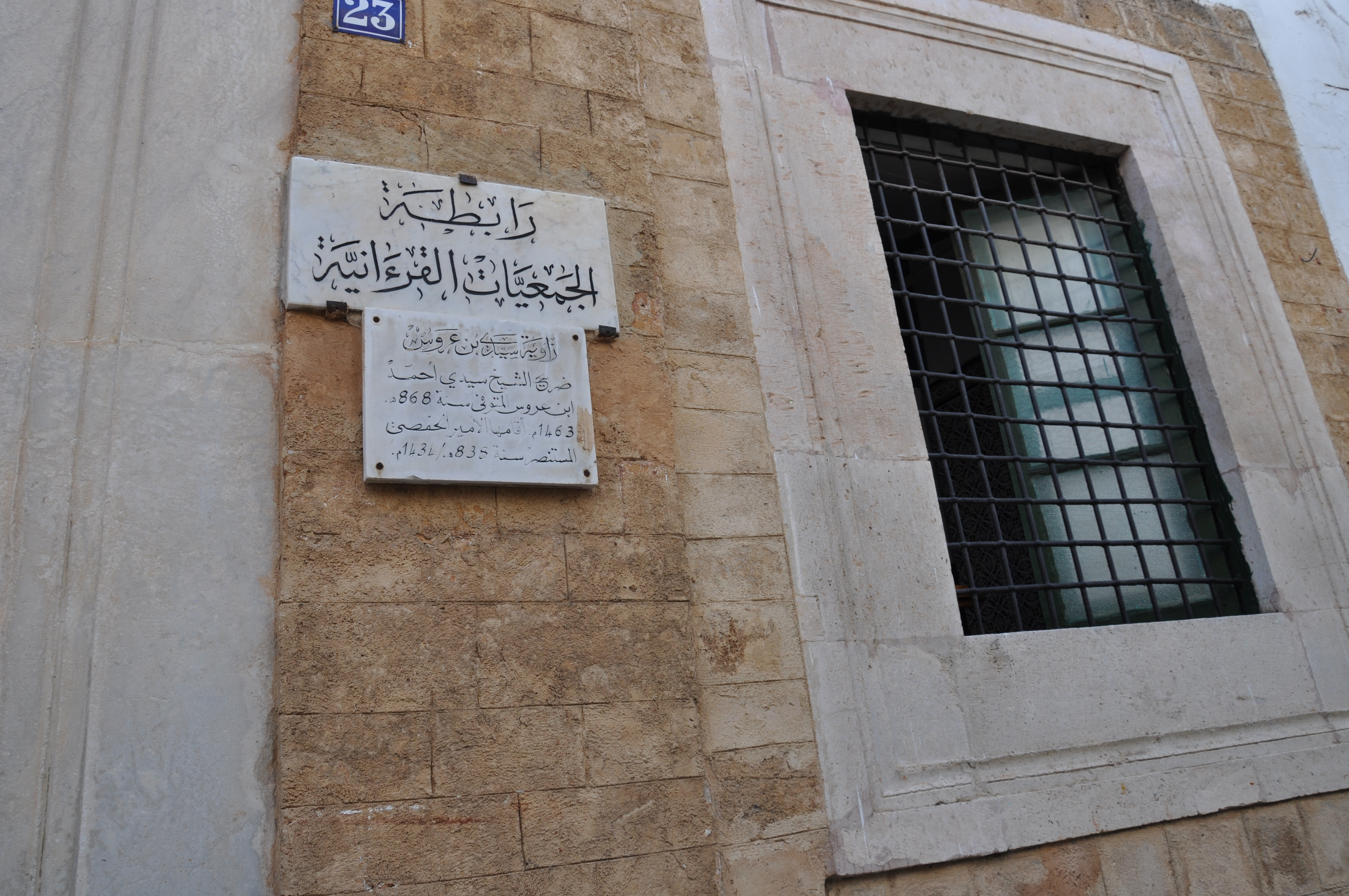
لوحة رخامية كتب عليها تاريخ بناء الزاوية
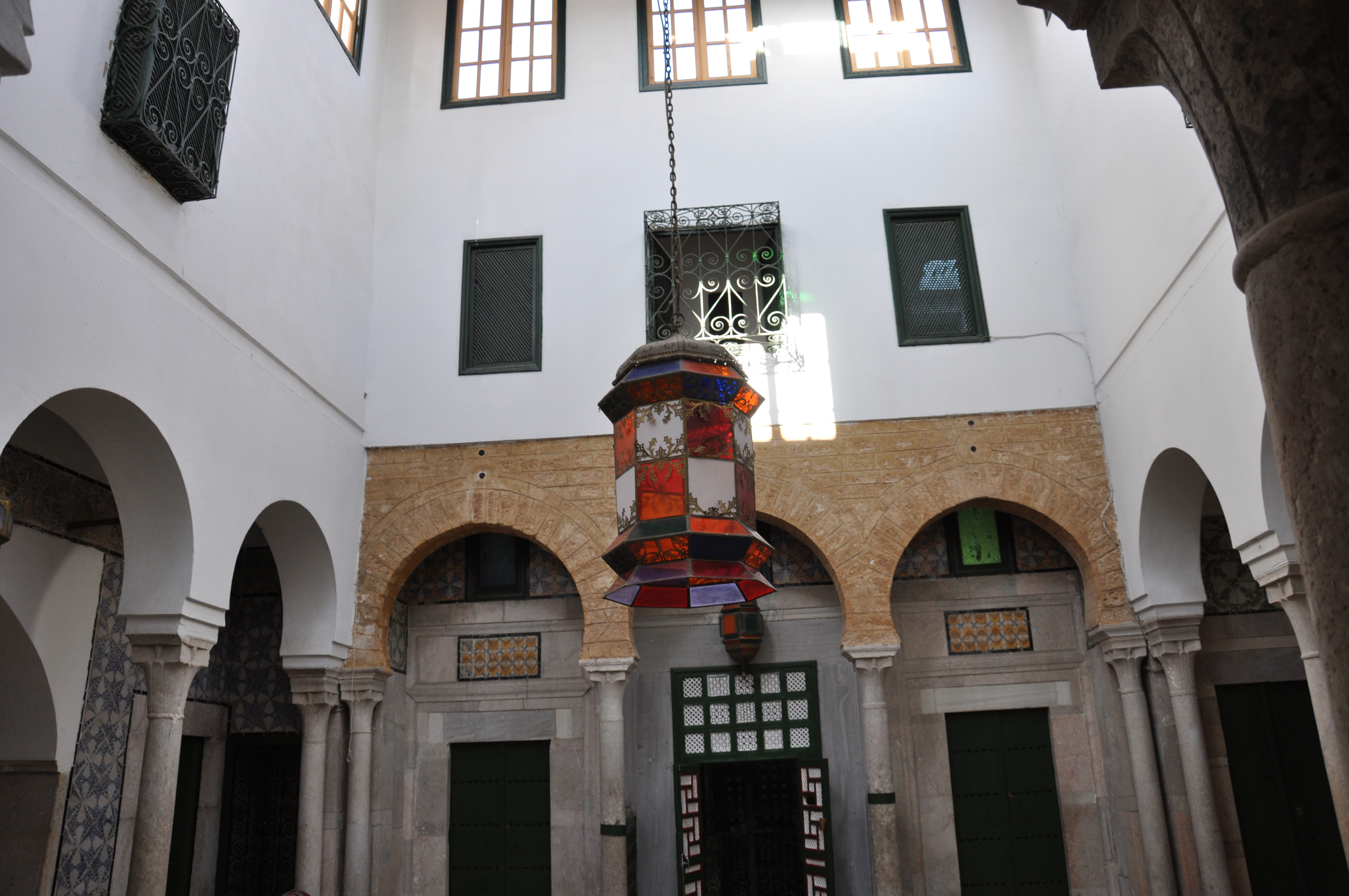
زاوية سيدي بن عروس

## أعلام
- أحمد بن عروس